# Agrostis reuteri
Agrostis reuteri es una especie de planta herbácea de la familia de las poáceas. 

## Descripción
Son plantas perennes, estoloníferas. Tiene tallos de (20-) 40-80 cm de altura, glabros. Hojas con lígula de 2,5-10 mm, obtusa o subaguda; limbo de 4-15 cm x 2-4 mm, generalmente plano. Panícula de 10-27 cm, laxa y difusa, con ramas y pedúnculos divaricados, casi lisos. Pedúnculos de 1 a 3 veces más largos que las espiguillas, capilares, marcadamente engrosados en el ápice. Espiguillas de 1,3-1,7 (-1,8) mm. Glumas subiguales, elípticas, agudas, anchamente escariosas, con quilla escábrida. Lema de 0,8-1,1 mm, dentado-truncada, alcanzando 2/3 de las glumas, con 5 nervios cortamente excurrentes, glabra y generalmente mútica. Pálea un poco más corta que la lema. Anteras de 0,8-1,1 mm. Cariopsis de   0,8 x 0,3 mm. 2n = 14. Florece de junio a julio.

## Distribución y hábitat
Se encuentra en los pastizales húmedos y bordes de arroyos. Especie frecuente, aparece en la Vega, los Alcores, Litoral, Marisma, Campiña Baja, Campiña Alta, Subbética, Grazalema y Algeciras en el W y S de la península ibérica y  el Norte de África.

## Taxonomía
Agrostis reuteri fue descrita por Pierre Edmond Boissier y publicado en Enumeratio Plantarum Omnium Hucusque Cognitarum 1: 219. 1833.
Citología
Número de cromosomas de Agrostis reuteri (Fam. Gramineae) y táxones infraespecíficos:
n=7; 2n=14
Etimología
Ver: Agrostis
reuteri: epíteto latino 
Sinonimia
- Agrostis alba var. fontanesii Coss. & Durieu
- Agrostis divaricata Salzm. ex Ball
- Agrostis mustaphae Steud.[4][5]

## Nombres comunes
- Castellano:heno, heno de nacimientos.[6]